# Ards

Ards var ett distrikt i Nordirland. Administrativ huvudort var Newtownards.
I samband med en distriktsreform i Nordirland slogs distriktet samman 1 april 2015 med distriktet North Down till distriktet Ards and North Down. 

## Städer
- Comber
- Donaghadee
- Newtownards
- Portaferry